# Fosterfördrivning i Sverige

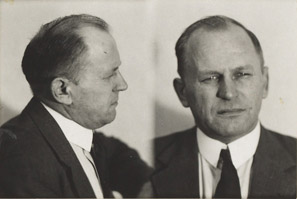
"Abortologen" Ivar Olofssons porträtt från Långholmens kroppssjukhus där Olofssons psykiska hälsa kontrollerades.

Fosterfördrivning är i Sverige en äldre term för en abort som inte utfördes i enlighet med den dåvarande svenska abortlagstiftningen 1938, det vill säga illegal abort. Denna företeelse ökade markant under senare delen av 1800-talet och den tidigare delen av 1900-talet i Sverige. Debatten kring abortfrågan har många gånger varit mycket intensiv, då den emellanåt orsakat mycket kraftiga motsättningar mellan företrädare för olika ståndpunkter. Innan stiftandet av den första abortlagen 1938 bestraffades kvinnor om de utförde abort, och ända fram till 1864 var det dessutom dödsstraff för abort. Trots hot om dödsstraff för barnamord eller fosterfördrivning avskräcktes inte kvinnor från att göra abort. Även abortörer och läkare som utförde aborter straffades i domstol för bland annat illegal fosterfördrivning och vållande till annans död. En av dessa var "abortologen" Ivar Olofsson som, utöver att utföra aborter på kvinnor, även propagerade för preventivmedel och verkade för att legalisera aborter i Sverige. I samband med att barnafödandet minskade markant under slutet av 1800-talet genomgick allt fler kvinnor illegal abort. I takt med den industriella revolutionen och andra samhällsförändringar ändrades även kvinnornas situation. Fler började arbeta inom industrin och hade försörjningsansvar. Kampen för kvinnors rättigheter växte under kommande årtionden och till slut beviljades kvinnor möjligheten att utföra abort.
I Sverige är det lagligt att genomföra abort under en viss tidsperiod. Allvarliga medicinska biverkningar och skador efter en abort är ovanliga om aborten utförts under medicinskt väl kontrollerade former. Detta gäller för Sverige och för många andra länder som i lag tillåter abort. I länder som inte tillåter provocerade aborter är det däremot mycket vanligt med aborter med hög risk för kvinnan. Detta har bidragit till att illegala aborter är en av världens vanligaste orsaker till mortaliteten hos unga kvinnor. Dödsorsakerna noteras ofta som förgiftning, förblödning eller infektion. Det var inte länge sedan förhållandena i Sverige liknade detta, då kvinnor på grund av sociala, politiska och kulturella aspekter riskerade sina liv för att på olika sätt fördriva sina foster.

## Svensk abortlag 2019
Se även Abort i Sverige.
Före 1974 var abort förbjuden i Sverige, dock med undantag av vissa fall av medicinska, humanitära, arvsbiologiska och socialmedicinska skäl. Alltså var abort endast tillåtet om kvinnan var allvarligt sjuk eller riskerade att dö om hon fullföljde graviditeten, om hon blivit gravid genom våldtäkt, eller om det fanns en risk att fostret kunde få allvarliga skador eller sjukdomar. Dessa undantag reglerades i den första abortlagen som stiftades 1938, samt i olika utökningar från 1946 och 1963. Det fanns även en kommitté som utredde varje fall och som senare antingen beviljade eller nekade aborter, beroende på de olika skälen som kvinnorna angav i sina fall. Som ett resultat av den långa utredningsprocessen kunde de beviljade aborterna sällan utföras förrän mitten av den andra trimestern. Till sist kom en ny abortlag 1974.
Enligt den nuvarande svenska abortlagen (SFS 1974:595) råder fri abort fram till och med den 18:e graviditetsveckan, oavsett anledning. Efter den 18:e veckan och fram till den 22:a veckan krävs att man ansöker om tillstånd hos Socialstyrelsen, som kan ges på grund av att kvinnan eller fostret exempelvis lider av svåra sjukdomar. Detta förutsatt att kvinnan är svensk medborgare eller är bosatt i Sverige, eller fått sitt tillstånd från Socialstyrelsen. Definitionen av abort i Sverige är att graviditeten avbrutits före 22:a veckans slut och att fostret fötts dött. Om graviditeten däremot har passerat vecka 22 eller fötts levande definieras det juridiskt som ett barn. 
Aborten kan, beroende på vilken graviditetsvecka kvinnan befinner sig i, utföras på olika sätt: med hjälp av läkemedel eller kirurgiskt. Av alla kända tonårsgraviditeter 2010 avbröts cirka 80 procent av dessa genom abort. Antalet tonårsaborter per tusen kvinnor varierar mycket beroende på ålderskullarnas storlek, men det går ändå att se en tydligt nedåtgående trend under de senaste decennierna:
| År   | Tonårsaborter per tusen kvinnor ur medelbefolkningen |
| ---- | ---------------------------------------------------- |
| 1975 | 29,7                                                 |
| 1984 | 17,7                                                 |
| 1989 | 24,9                                                 |
| 1995 | 16,9                                                 |
| 2002 | 25,5                                                 |
| 2005 | 24,3                                                 |
| 2010 | 20,9                                                 |
| 2012 | 18,8                                                 |
| 2015 | 14,4                                                 |
| 2018 | 11,0                                                 |

## Bakgrund
Se även Abortfrågan.
Av alla de aborter som uppdagades under perioden mellan 1851 och 1900 var majoriteten av kvinnorna ogifta. I de fall då kvinnorna var gifta visade det sig ofta att pappan till barnet var en annan än den äkte maken, men det kunde också hända att kvinnor försökte förhindra en tillökning i en redan överbefolkad familj. Kvinnorna var ofta 20-35 år gamla och kom nästan uteslutande från de lägre klasserna.

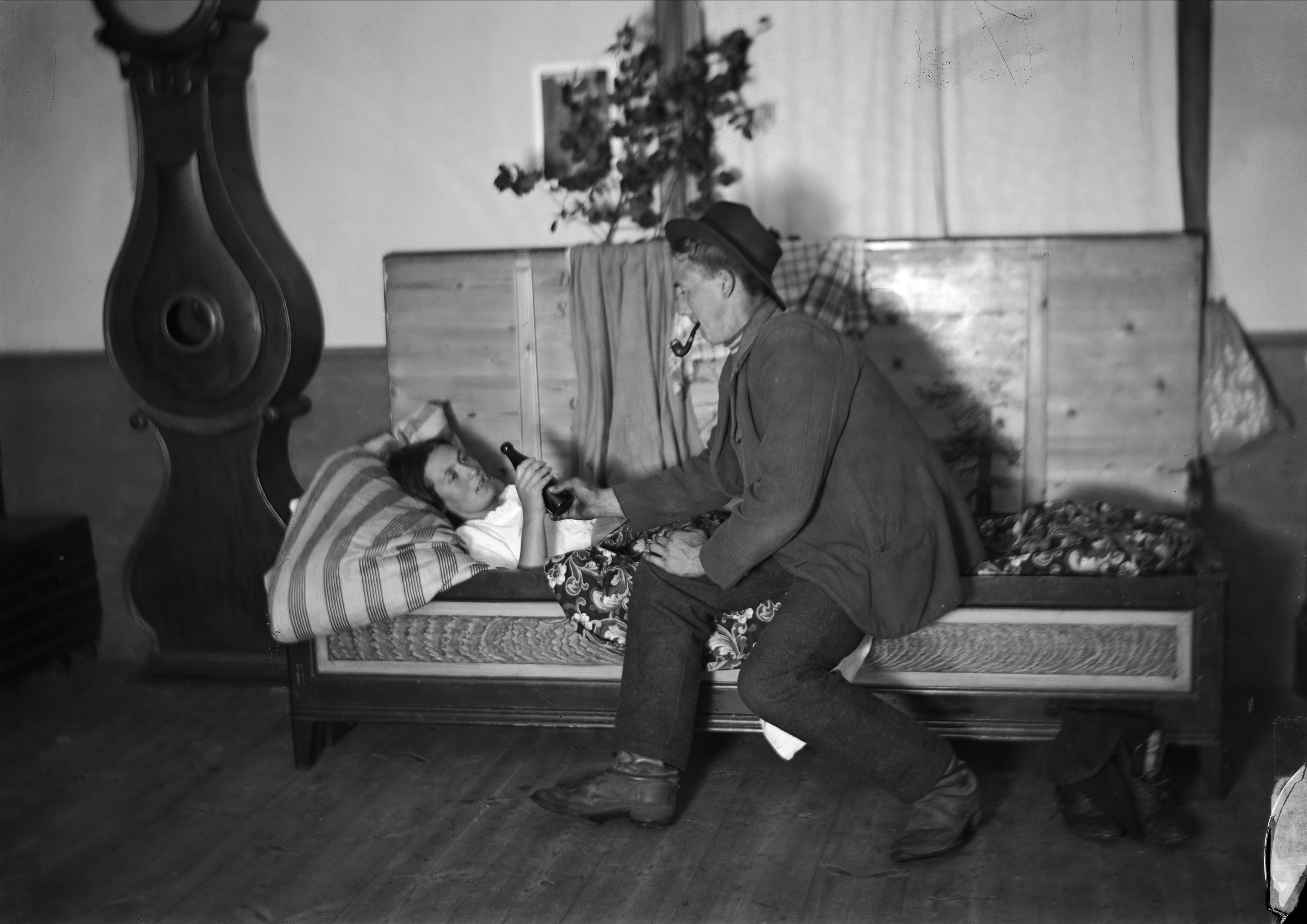
Nattfrieri. En man sitter på sängkanten och pratar med liggande kvinna och bjuder henne en flaska.

Antalet utomäktenskapliga barn fördubblades från 1800-talets början till dess slut, och detta höll i sig ända till 1920-talets slut. Under denna period genomgick även samhället många stora förändringar, i samband med bland annat den industriella revolutionen, och detta berörde även relationerna mellan könen. En stor del av de utomäktenskapliga barnen kom till genom förhållanden mellan en socialt högre ställd man och en lägre ställd kvinna, exempelvis mellan en husbonde och en piga som inte vågade säga ifrån. Detta har kallats för strukturförtryck av Jonas Frykman, och det anses vara en av orsakerna till ökningen av utomäktenskapliga barn i delar av mellersta och södra Sverige. I norra Sverige var förhållandena delvis annorlunda, dock var de sociala skillnaderna inte lika stora som i resten av landet. När det under senare delen av 1800-talet kom en stor skara arbetare, rallare och timmerflottare förfördes många norrländska kvinnor på vägen. I delar av norra Sverige, som Norrland, Dalarna och Värmland, levde även traditionen med nattfrieri fortfarande kvar. Tillsammans med olika syn på sexualmoral samt olika förväntningar på fortsättningen av förhållandet, skedde det ett kulturmöte som därmed lämnade spår i statistiken över utomäktenskapliga födslar.
Att bli betraktad som en hora i sin socken innebar för många ett livslångt straff för sin lösaktighet, tillsammans med många andra mycket negativa statusförändringar. "Horrollen" markerades sedan gammalt ofta i hennes kläder, då ogifta mödrar främst tvingades att bära horluvan. Den seden levde kvar under en lång period och dog vid 1800-talets slut, men skammen och den sociala isoleringen levde vidare. Horan förlorade inte bara sitt anseende, utan även sitt umgänge bland de andra ogifta. Om hon deltog i fel social kontext  kunde hon även bli utskälld för att vara hora, luder och liknande. Hon riskerade även att förlora sin anställning om husbondfolket misstänkte att hon var gravid. Till detta kvarstod även kyrkans bestraffning, som tog form i olika typer av ceremonier med ogifta och gifta kvinnor vid kyrktagningen efter förlossningen. Att kvinnan dessutom skulle erkänna sitt brott i enskilda skrifter, för att få syndernas förlåtelse, var en sed som fortfarande var i bruk under 1800-talets andra hälft. Allt detta bidrog därför naturligtvis till att många kvinnor försökte att genomföra en abort, hellre än att bli ansedd som hora, även om hon då begick en handling som var straffbar inför lagen. Oavsett hur hon handlade, om hon fördrev fostret eller födde det, betraktades hon fortfarande som en syndare. Den enda räddningen var att försöka göra sig av med fostret i hemlighet och hoppas att ingen skulle fatta misstankar.

## Abortörerna

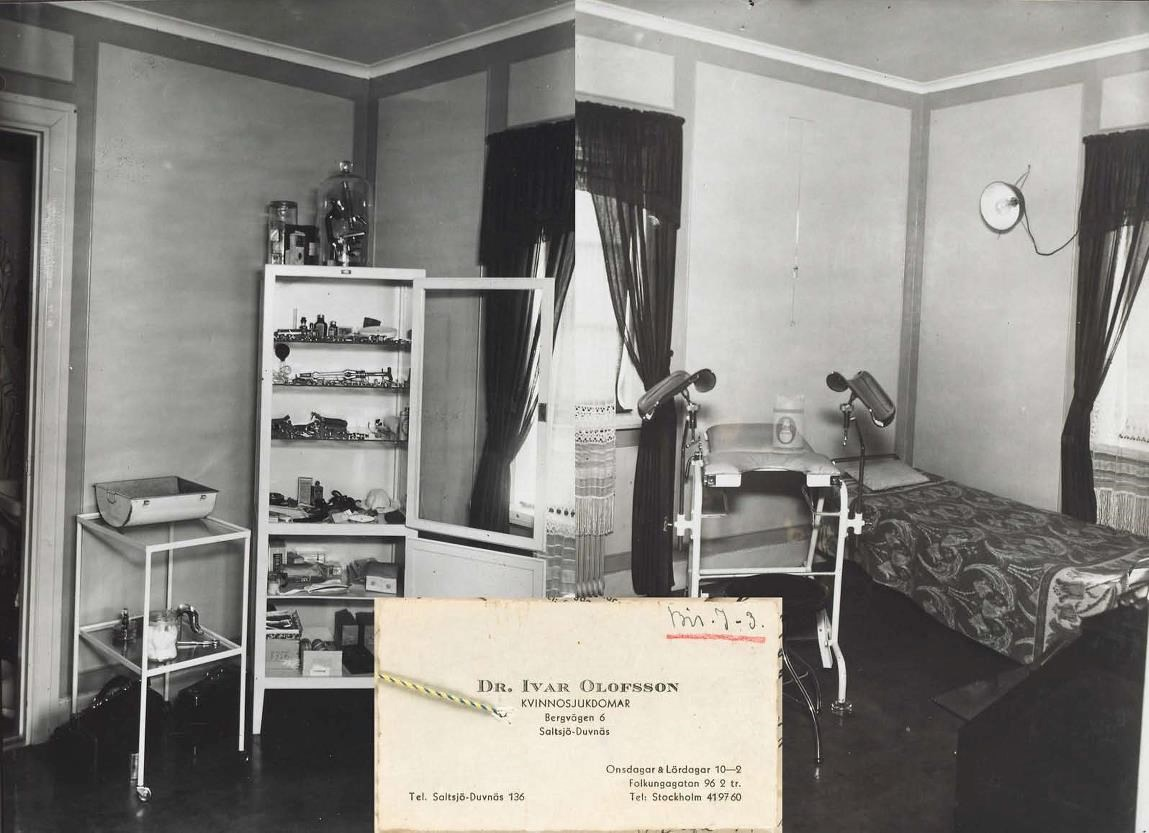
Ett rum i en kvinnoklinik i Saltsjö-Duvnäs där Ivar Olofsson utförde illegala aborter under senare delen av 1930-talet.

Innan legaliseringen av abort i Sverige kunde kvinnor använda sig av både farliga och komplicerade metoder, som kunde variera både i sin effektivitet och hur farliga de var. Metoderna som användes skiftade över tid och när aborttekniken hade utvecklats en del öppnade doktorer eller så kallade "abortologer" kvinnokliniker där de utförde illegala aborter. 
Ingreppen hos "abortologen" Ivar Olofsson kunde kosta allt mellan 200 och 500 kronor, beroende på var i graviditeten kvinnan befann sig. Det motsvarar cirka 5 500 kronor och 13 500 kronor i dagens penningvärde. Olofsson var inte läkare, men hade utbildat sig som abortör i USA, och blev under 1930-talet en av landets mest kända abortörer. Efter sin ankomst till Sverige 1930 öppnade han sjukvårdsaffären Effektiv på Klippgatan, i de bakre lokalerna som utförde han aborter på kvinnor. Under några år utförde han minst tusen aborter. Ännu mer känd blev Olofsson när han dömdes inför domstol och därmed blev huvudpersonen i det troligen mest uppmärksammade abortmålet i svensk historia. 
Hans verksamhet blev känd för polisen 1934 då en kvinna insjuknat i lunginflammation i samband med sin abort och behövde föras till sjukhus. Där konstaterades det att kvinnan hade genomgått en abort hos Ivar Olofsson, som 1935 dömdes för illegal fosterfördrivning till straffarbete i tre år och sex månader. I samband med hans dom åtalades och förhördes även 158 stycken av de kvinnor som vänt sig till Olofsson, och de alla fick villkorlig dom.

## Metoder
För att kunna genomföra sin abort i hemlighet och utan att få omgivningen att fatta misstankar fanns det en mängd metoder till förfogande. Dessvärre var många av dessa inte bara osäkra i hur effektivt de fördrev fostret, utan var även direkt livshotande för patienten. Vissa av metoderna genomfördes dessutom av abortörer till mycket höga priser, vilket försvårade kvinnans situation betydligt om hon hade ont om pengar.

### Invärtes metoder
De metoder som beskrivs är endast en del av alla de metoder som användes vid fosterfördrivning. Andra metoder som kunde användas när någon ville utföra en abort kunde vara intag av brännvin, kaffe, såpa, fotogen, ättika, mässingsärg, kolokvintdroppar, så kallat influensapulver, opium, mineralsyra, kloroform och så vidare. Även användning av olika örter och växtgifter såsom sävenbom, stormhatt, mattlummer, vinruta och kolokvint förekom.

#### Arsenik

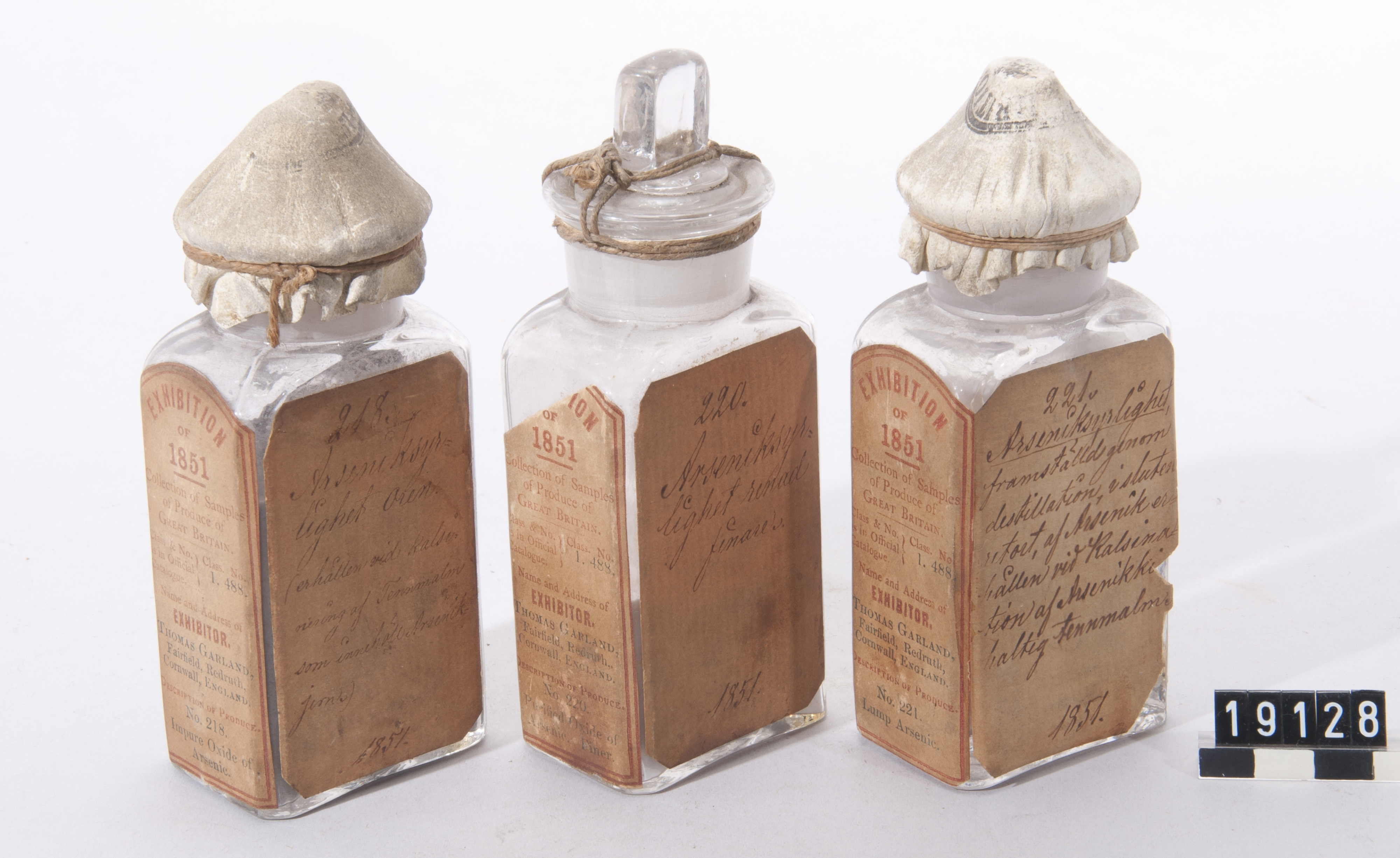
Tre olika typer av arseniksyrlighet: oren, ren och destillerad.

Det vanligaste fosterfördrivningsmedlet för de aborter som kom till officiell kännedom under åren 1851-1880 var arsenik. Den vanligaste formen av arsenik som användes var under beteckningen arseniksyrlighet, vilket är ett vitt pulver som består av föreningen av arsenik och syre. Det har efter senare efterforskningar visat sig vara cancerogent. 
I Bohuslän såldes arsenik i gårdarna av bland annat kringvandrande försäljare, vilka ibland vandrade till gruvorna för att köpa en större mängd arsenik för att senare sälja vidare till folket på landsbygden. Från Småland finns det liknande uppgifter, då det i tätorten Målilla fanns en "gubbe" som sålde arsenik, officiellt till boskap för att de skulle få bättre matlust av preparatet. Sammantaget var arsenik relativt lättillgängligt under denna tid, men efter att arsenik blev borttaget från handeln 1876 blev giftet svårare att få tag på. 
Troligtvis intogs arseniken oralt av kvinnorna, men andra användningssätt, som att lägga giftet i ett sår som man skurit upp i armvecket, påstods även leda till att fostret aborterades. Konsten var att använda rätt mängd.

#### Fosfor

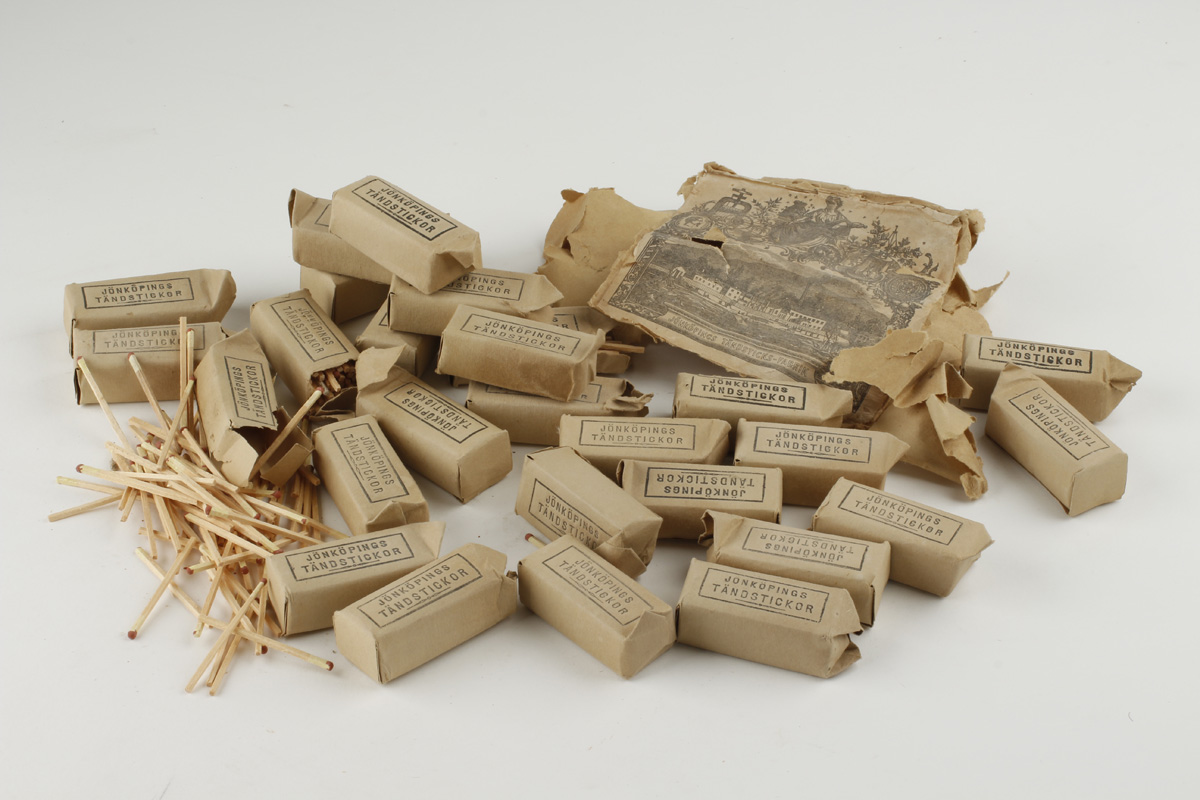
Fosfortändstickor från sent 1800-tal.

Ett annat vanligt fosterfördrivningsmedel var fosfor, som blev alltmer använt efter 1850-talet. Det nya medlet gick om arseniken på 1880-talet och efter 1890-talet stod fosfor för 96% av de uppdagade aborterna i Sverige under den tiden. Fosforet som användes till fosterfördrivningar kom från fosfortändstickor som började tillverkas under samma period som medlet blev populärt, och dessa innehöll så kallad gul fosfor. Intaget av den typen av fosfor bidrog till blödningar från bland annat livmodern, och om kvinnan är gravid bidrog detta senare till missfall. Senare fanns det en mycket stor risk att intaget av det gula fosforet slutade med döden. Möjligheten för överlevnad blev däremot mycket större om man på ett tidigt stadium kräktes upp majoriteten av giftet, vilket förklarar varför så många kvinnor trots allt överlevde ingreppen.
Ett fall där fosfor användes i fosterfördrivningens syfte beskrevs i tidningen "Jordemodern" (vilket även är ett annat ord för barnmorska), som berättade om en kvinna i Ystad som redan var gift och hade två barn. För att få i sig fosfor skrapade hon av tändsatsen av cirka 80 tändstickor, som sedan blandades ner i mjölk. Två dagar senare blev hon sjuk, med frossa som ett av symptomen. Samma kväll fick hon en blödning i livmodern och nästa dag blödde hon kraftigt, varpå fostret kom senare på eftermiddagen. Fostret beräknades av barnmorska vara cirka 5 månader gammalt medan kvinnan själv förnekade detta och påstod det var högst 2-3 månader. Efter detta blev kvinnan gulfärgad, men tillfrisknade efter några veckor. Så lyckligt slutade det dock inte för alla som intog giftet, då det rapporterades ett flertal dödsfall där kvinnor och flickor försökt fördriva sina foster. Oftast köpte kvinnorna själva tändstickorna och brukade, likt kvinnan från Ystad, ofta blanda ner giftet i mat, vatten eller mjölk.
Det framstår i ett flertal uppteckningar från den tidigare delen av 1900-talet som om medlet var ett allmänt känt fosterfördrivningsmedel, men fosfortändstickorna förbjöds till slut för försäljning i Sverige 1901.  De fortsattes dock att produceras för export, och därför kunde kvinnor som arbetade på tändsticksfabrikerna fortfarande komma över fosfor.

#### Kvicksilver
Kvicksilvret kallades ibland för sublimat, vilket var ett frekvent använt antiseptiskt medel i tablettform. Trots akut förgiftning är det ett långsamt verkande medel, och döden kan dröja upp till ett par veckor senare. Det ansågs vara "bra" och effektivt om man tog det i rätt mängd, och man vet att kvinnor i Halland blev tillsagda att kvicksilver i nysilad mjölk skulle bidra till att fostret skulle fördrivas. 
Andra källor från Halland uppger också att vissa tog in kvicksilvret i kroppen genom sår i antingen armveck eller på benen, för att det skulle direkt in i blodet. En kvicksilverkula som var ungefär lika stor som ett knappnålshuvud, skulle ta bort fostret.

#### Saffran

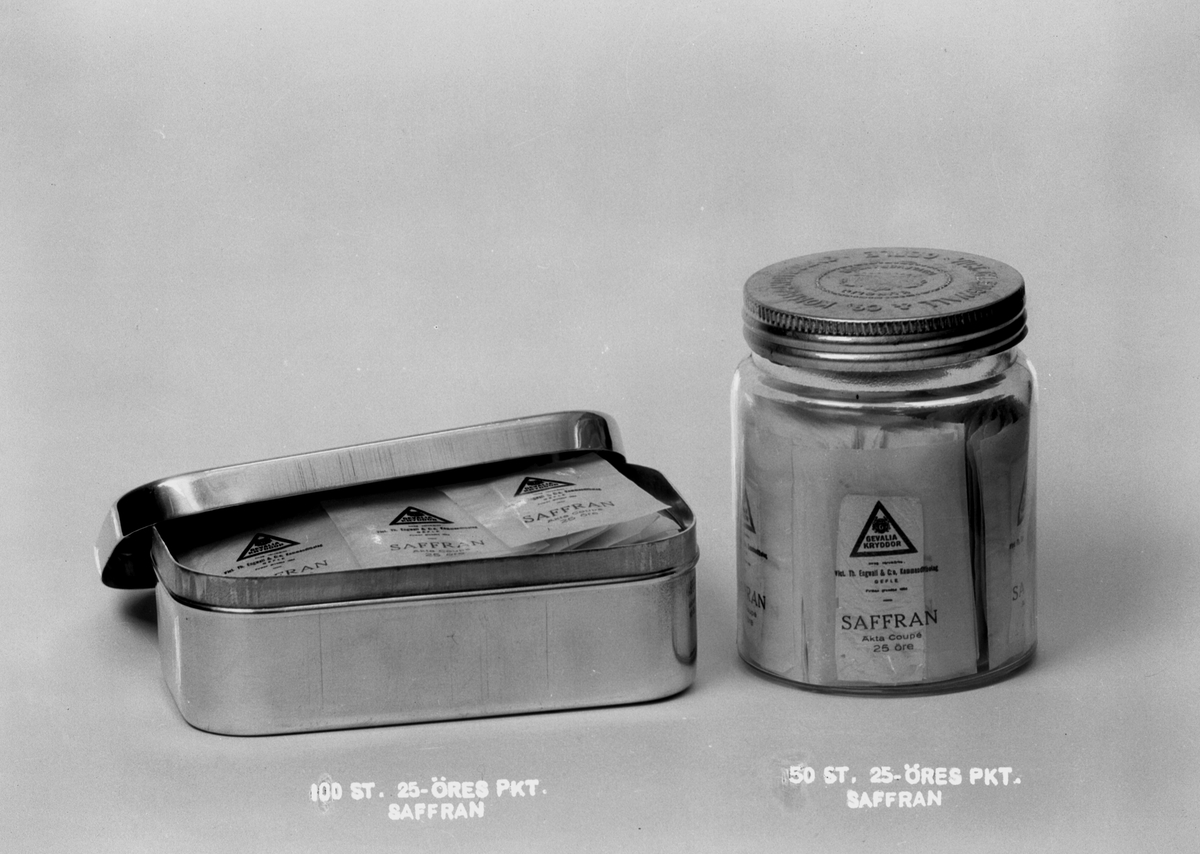
Saffran från 1850-talet, tillverkad av föregångarna till märket Gevalia.

Ett medel som användes mycket flitigt vid fosterfördrivning var saffran. På grund av ständigt höga priser handlade ingreppen ofta om mycket små doser, och metoden hade sällan önskad effekt, vilket senare bidrog till att kvinnorna sökte sig till mer effektiva medel. I vissa uppteckningar berättas det om så kallade "knallar", kringvandrande säljare som sålde saffran i Västergötland, vilket innebär att medlet trots sitt dyra pris ändå fanns tillgängligt. 
Saffran var liksom fosfor ett allmänt känt fosterfördrivningsmedel på många platser i Sverige. I vissa fall var dosen saffran dödlig, då det blir giftigt om det konsumeras i stora mängder. Det kom ett flertal rapporter om fall där desperata kvinnor intagit en alltför stor mängd. Detta förekom även under 1960-talet, då de yrkesmässiga abortörerna börjat utföra sina mer effektiva aborter. 
Matts Bergmark har i sin bok Bad och bot: om vattnet som läkemedel och njutningsmedel berättat om en flicka på Gotland som under 60-talet dog på grund av sitt intag av saffran, men att det senare visade sig att hon inte var gravid och att hon därmed tagit det i onödan.

### Utvärtes metoder

#### Tunga lyft och överansträngning
Det som var det i särklass vanligaste sättet att sätta igång en förlossning, en försenad menstruation eller försöka framkalla abort var genom tunga lyft, överansträngning eller liknande. Att så många försökte fördriva foster genom till exempel tunga lyft var troligtvis på grund av att det, förutom något tungt att lyfta eller en hökulle att hoppa ifrån, inte krävde tillgång till andra medel, och därför även blev svårt att bevisa inför domstol. Uppteckningar om de metoderna finns från hela Sverige. 
En metod som användes flitigt i Bohuslän var att lyfta tunga vattenbaljor och att "hoppa och springa". I Hälsingland kallades det att "lyfta bort barnet". Annars var hopp från berg eller höloft vanligt, och det berättas i samma uppteckningar att fattigt folk brukade arbeta extra hårt i sjunde till åttonde månaden av graviditeten, för att orsaka en tidig förlossning, med barnets död som följd. "Tunga lyft, tungt arbete och att falla från höga höjder" rekommenderades i Jukkasjärvi i Lappland.

#### Åderlåtning

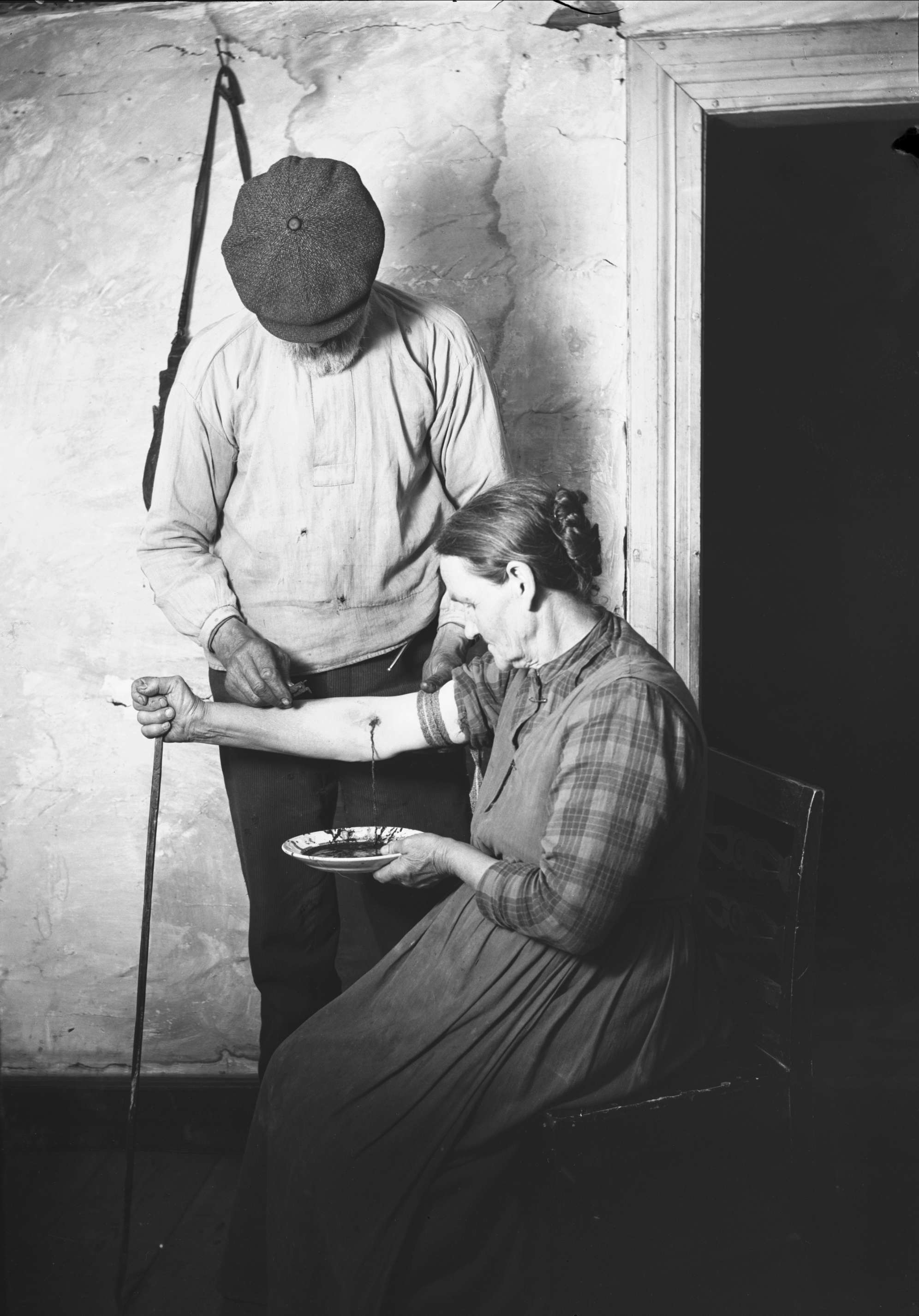
Åderlåtning i Värmland, Mangskogs socken 1922.

Åderlåtning var en ganska beprövad metod vid de flesta besvär inom folkmedicin, och som fördrivningmedel var det känt över hela landet. Enligt den terapin skulle man med hjälp av en koppa tappa ut blod ur kroppen, och därmed skulle "det sjuka" komma ut genom blodet och göra kvinnan "frisk" från sitt foster. Blodiglar användes också till åderlåtning. Den minskade dock kraftigt som acceptabel behandlingsmetod under 1850-talet.
Skrock har även varit förbundet med åderlåtning, och i gamla almanackor kunde det finnas noggranna direktiv för vilken kroppsdel som var lämpligast respektive olämpligast, att vid en viss tidpunkt att ta blod ifrån för en specifik åkomma. Åderlåtningsmannen var en återkommande bild i många gamla almanackor.
Även om man slutade acceptera åderlåtning under 1850-talet litade man på denna metod som fosterfördrivningsmedel inom folkmedicinen. Det talades om ett flertal olika ställen på kroppen där en åder skulle öppnas. Det talades bland annat om en åder på benet, som var "hemlig för alla förutom åderlåtaren och kvinnan", på stortån och på lilltån. Att tappa blod på lilltån ansågs särskilt effektivt i Västergötland därför att man ansåg att det gick en åder direkt från livmodern till tån. Ingreppet gjorde att fostret inte fick tillräckligt med blod och därmed dog.
I uppteckningar från Nordiska Museet och ULMA (Språk- och folkminnesarkivet i Uppsala) berättas om två enskilda fall där åderlåtning användes som fosterfördrivningsmetod i Medelpad och Bohuslän. I Medelpad blandades det tappade blodet, från en okänd åder på den drabbade flickan, med en likaså okänd medicin som flickan senare fick dricka. Det andra fallet i Bohuslän sköttes istället åderlåtningen av flickans egen far, där flickan senare dog av blodbrist.Kvinnor som var för långt gångna i sin graviditet uppmanades att även ta in medicin, men vilken medicin det var har inte framgått i några uppteckningar.

#### Livmodersköljningar och mekaniska medel
Livmodersköljning har förekommit vid ett antal kända fosterfördrivningsförsök under 1950-talet, då kvinnor använde sig av medel som bland annat såpa, sublimat, ättika och såpsprit, vilket är en blandning av vatten, såpa och t-sprit. Dessa olika medel sprutades in i livmodern med hjälp av vaginalsprutor eller smala slangar och på så sätt frättes fosterhinnor bort och fostret dog. I samband med att man använde sumblimat vid livmodersköljning kombinerade man i Värmland ibland behandlingen med att använda sig av en smal slang som förde in luft i livmodern.
Bortsett från vaginalsprutor användes även andra mer "mekaniska" medel vid fosterfördrivning i Sverige, fast inte alls i samma utsträckning som andra invärtes metoder. Abortinstrumenten var välkända sedan tidigare, men hade större genomslag i andra länder som Frankrike och USA under 1700- och 1800-talet, i samband med att den medicinska kunskapen ökade och att antal läkare och barnmorskor blev allt fler. I aborter studerade av läkaren Gunnar Hedrén under 1800-talets andra hälft framgick det att endast 10 av totalt 1400 illegala aborter hade utförts med mekaniska medel, medan 1200 hade genomförts med hjälp av fosfor.
De så kallade yrkesabortörerna använde sig ofta av mekaniska medel, som oftast var effektiva men samtidigt farliga på grund av infektionsrisken. Då bestod metoderna av att man med hjälp av sonder och andra vassa föremål stack hål på ägghinnan för att på så sätt få missfall.
För övrigt finns det lite information om de mekaniska medlens användning i Sverige under denna tidsperiod, och att abortinstrumenten inte var vanliga under 1800- och 1900-talen stöds även av Nordiska Museets och Folklivsarkivets frågelistor och uppteckningar. Ett hundratal människor gav information om graviditet och abort i sin hemtrakt, där vissa förnekade att fosterfördrivning alls förekom i deras ort medan andra menade att abort var relativt vanligt. 
Det som däremot är gemensamt var att aborterna utförts på ogifta mödrar genom olika metoder som: tunga lyft, fosfor, arsenik, svavel, "influensapulver", krossat glas och att "ha samlag med många män". Livmodersprutan nämns bara en gång och att "föra in en slang i slidan" nämns även det av en annan person.
Utöver dessa metoder användes även ångbad och misshandel som fosterfördrivningsmetod i varierande utsträckning.

### Magiska och irrationella metoder
Metoden att använda mässingsfilspån från kyrkklockor för att fördriva foster var en metod som upptecknats i Småland, där det sades att filspånen skulle bakas in i en deg för att sedan ätas upp. Att detta var en magisk metod har ifrågasatts, eftersom det kunde vara själva filspånen som var verksamma. Detta var dock inte en metod som använts i någon vidare stor utsträckning, då den endast nämnts i ett fåtal uppteckningar. Andra medel att ta in kunde bland annat vara ägg, där det i Uppland där instruktionerna löd: "Sjud ett par ägg, giv henne några skedblad av vattnet, så bliver hon fostret kvitt." En annan metod där man återigen använde sig av ägg bestod av att kvinnan skulle ta en höna "och ur ändan gräva fram ett ägg, som inte var fullskalat" och koka äggen för att sedan äta upp dem. Detta var dock inte en särskilt effektiv metod. I Medelpad och Jämtland talades det om att hästsvett från insidan av "hästlokorna" och häststöv, avfall vid ryktningen, var bra vid fosterfördrivning. Ett tredje medel som också sades vara bra var omtalat i Småland var den frukt som skapades genom ympning, då ympkvistar från ett fruktträd inympades på en tall.
I övrigt brukades inte magiska metoder i en större utsträckning, de rent magiska metoderna som användes har endast omnämnts två gånger i Nordiska Museets och Folklivsarkivets frågelistor. Det kvinnan då  råddes att göra var att antingen gå genom en vagn där "långvagnsträet tagits bort" eller gå till nordsidan på en stuga och stötta med "snäckan" (slidan) mot knuten och säga '"Jag vill ha mitt igen", för att efterföljas med att mannen som befruktat henne sedan ska ta slemmet från "snäckan" på knuten, lägga det på en sockerbit och sätta den på tungan för att sedan säga "Jag vill ha mitt igen jag också".